# Taihō (Schiff)
Die Taihō (japanisch 大鳳) war ein Flugzeugträger, der von der Kaiserlich Japanischen Marine gegen Ende des Pazifikkriegs 1944 in Dienst gestellt wurde. Sie war ein Einzelschiff und gehörte zu keiner Schiffsklasse. Bereits während ihres ersten Einsatzes im Juni 1944 wurde sie versenkt.

## Geschichte

### Konstruktion
Die Taihō wurde mit der Absicht geplant, ihre Flugzeuge näher an feindlichen Flottenverbänden einzusetzen, als es bei früheren japanischen Flugzeugträgerkonstruktionen möglich war. Der Vorteil waren kürzere An- und Abflugzeiten der eigenen Flugzeuge und damit ein höherer Wirkungsgrad. Der Nachteil einer solchen Konstruktion war die erhöhte Wahrscheinlichkeit feindlicher Angriffe, so dass sowohl der Einbau schwerer Panzerung als auch der von schweren Flugabwehrwaffen in den neuen Schiffstyp zwingend erforderlich waren.
Der Bau des Schiffes wurde im Fünfjahresplan der Kaiserlichen Marine von 1939 erstmals vorgesehen.
Das Unterwasserschiff der Taihō basierte auf dem der erfolgreichen Shōkaku-Klasse, mit einem Wulstbug hinter dem vorderen Lot, vier Propellern und einem Haupt- und einem Notfallruder. Die Abmessungen der Taihō waren dann auch hinsichtlich der Länge ähnlich der der Shōkaku-Klasse. Sie war mit 260,6 Metern nur um rund 4 Meter länger als die Schiffe der Shōkaku-Klasse, die Schiffsbreite stieg aber durch das breite Flugdeck um rund 13 Prozent an, so dass die Taihō ein deutlich gedrungeneren Eindruck machte als ihre Vorgänger.
Die Längsachse des Flugdecks lag nicht direkt über der Kiellinie des Rumpfes, sondern war um zwei Meter nach backbord verschoben, um das Gewicht des gepanzerten Brückenaufbaus an der Steuerbordseite auszugleichen. Der Brückenturm war deutlich vergrößert worden und umfasste nun auch zum ersten Mal einen Schornstein zur Abführung der Abgase der Kesselanlagen. Die bisherige Praxis, die Abgase durch die Außenwand eines der Hangars abzuführen und sie dann nach unten zur Wasseroberfläche zu drücken, wurde hier aufgegeben. Die schwere Panzerung des Schiffes resultierte in einem größeren Tiefgang und zwang die Entwickler zu entsprechenden Kompromissen bei der Planung, so dass ein Deck wegfiel und ein Schornstein, der knapp über der Wasserlinie aus einer der Schiffsseiten ragte, wegen des niedrigen Freibords nicht in Frage kam. Zudem wurde der Bug bis zur Unterkante des Flugdecks geführt, was die Taihō zu einem der ersten japanischen Flugzeugträger mit geschlossenem Bug machte. Dieser geschlossene Bug machte sie seetüchtiger als ihre Vorgänger.

### Schutzsystem
Als erster japanischer Träger besaß die Taihō ein gepanzertes Flugdeck zum Schutz vor Fliegerbomben und Granaten, die auf das Deck aufschlugen. Das Deck erhielt dazu eine Lage aus 75-mm-N.V.N.C.-Panzerstahl und eine aus 20-mm-D.S.-Stahl. Der Boden des darunterliegenden oberen Hangars bestand aus einer 10 mm starken Lage aus D.S.-Stahlplatten, die hier wegen ihrer hohen Streckgrenze als Splitterschutz verbaut waren. Der Boden des unteren Hangardecks war das eigentliche Panzerdeck, das die Kessel- und Maschinenräume schützte. Es bestand aus 32-mm-C.N.C-Panzerstahl, einem Ersatz für N.V.N.C.-Panzerstahl, der bei dünneren Panzerplatten benutzt wurde, kombiniert mit 16-mm-D.S.-Stahl.
Die Zahl der Flugzeugaufzüge im Flugdeck wurde im Vergleich zu den Vorgängerklassen auf zwei reduziert. Sie erhielten einen Schutz aus zwei Lagen mit je 25-mm-D.S.-Stahlplatten. Trotz dieses enormen Gewichtes auf den Aufzugtellern konnte jeder Aufzug 7,5 Tonnen Last heben und die Strecke vom unteren Hangardeck bis auf das Flugdeck in 15 Sekunden zurücklegen.
Der Schutz vor Flachbahnfeuer wurde durch einen Gürtelpanzer aus 55-mm-D.S.-Stahl über den Maschinenräumen gewährleistet. Dieser Panzerschutz wuchs über den Magazinen auf 140 bis 165 mm dicke Lagen aus C.N.C.-Stahlplatten an.
Der strukturelle Schutz des Unterwasserschiffes gegen Torpedo- oder Seeminentreffer sollte die Auswirkungen einer 300-kg-Explosion von TNT auffangen, ohne dass Schäden an den wichtigen Schiffssystemen entstanden. Es bestand aus einem Torpedoschott rund drei Meter hinter der Bordwand, das an der Außenseite durch zwei Lagen wasserdichter Abteilungen abgeschlossen wurde, von denen eine mit Luft, die andere mit Schweröl gefüllt war. Nach innen folgten auf das Schott zwei weitere Lagen, wiederum eine leer und eine mit Schweröl gefüllt.
Die Brückenaufbauten waren mit einem Splitterschutz aus D.S.-Stahl geschützt, die Kommandobrücke war zusätzlich mit 40-mm-C.N.C.-Stahl gepanzert, um auch Beschuss mit Granaten mittlerer Kaliber zu widerstehen.

### Flugeinrichtungen
Das Schiff erhielt ein Flugdeck, das sich mit 257,5 Metern Länge nahezu über die gesamte Schiffslänge erstreckte und das an seiner breitesten Stelle 30 Meter breit war. Es waren 14 Fangseile über das Deck verteilt, dazu kamen drei Netzfanganlagen, um auch Maschinen, die von den Fangseilen nicht gehalten wurden, zu stoppen. Der Plan, zwei Flugzeugkatapulte an der Spitze des Flugdecks einzubauen, wurde aufgegeben, ebenso erhielt das Schiff keinen aufklappbaren Windschutz, da dessen Einbau in das gepanzerte Flugdeck zu aufwendig gewesen wäre. Das Schiff besaß zwei Aufzüge, um Flugzeuge aus und in die beiden Hangardecks zu transportieren. Der Aufzug in der vorderen Schiffshälfte hatte Abmessungen von 14 m × 13,6 m, der an achtern maß 14 × 14 m. Die Planung sah eine Ausstattung mit 63 Maschinen moderner Typen vor, zusätzlich sollten 15 teilzerlegte Reservemaschinen mitgeführt werden können. Die verlangten Flugzeuge waren jedoch zum Zeitpunkt des ersten Einsatzes nicht verfügbar, und so trug die Taihō im Juni 1944 27 Mitsubishi A6M5, 30 Yokosuka D4Y/Aichi D3A und 18 Nakajima-B6N2-Torpedobomber.

### Bewaffnung
Die Taihō trug als Hauptbewaffnung die neuen 10-cm-Kanonen Typ 98 mit einer Kaliberlänge von 65. Sie waren in sechs Zwillingslafetten, je drei an Backbord und Steuerbord, aufgestellt. Die Waffe verschoss Granaten mit bis zu 21 Schuss pro Minute bei einer Reichweite von knapp 20.000 Metern und galt als eine der fortschrittlichsten Waffen im japanischen Arsenal. Als Bewaffnung für den Nahbereich wurde die übliche Ausstattung japanischer Kriegsschiffe mit der 2,5-cm-Kanone Typ 96 gewählt. Diese Maschinenkanonen wurden in 17 Drillingslafetten eingebaut. Vor dem ersten Einsatz erhielt das Schiff noch einmal 20 Typ 96 in Einzellafetten.
Die Feuerleitung für die schweren Flugabwehrkanonen stützte sich auf zwei Typ-94-Leitgeräte. Die 17 Drillingslafetten der leichten Flugabwehrbewaffnung wurden über acht Feuerleitgeräte gelenkt, die nachträglich verbauten Einzellafetten waren jedoch nicht in dieses Leitsystem eingebunden. Die beiden Typ-21-Radaranlagen des Schiffes eigneten sich aufgrund ihrer geringen Genauigkeit nicht zur Feuerleitung und waren dementsprechend nicht mit den Leitsystemen der Flugabwehr verbunden.

### Antrieb
Das Antriebssystem der Taihō bestand aus acht Kampon-Dampfkesseln, die Schweröl verbrannten, um so heißen Dampf zum Antrieb der vier Dampfturbinen zu erzeugen. Die Maschinenleistung betrug 160.000 SHP (117.680 kW); damit erreichte sie 33,3 Knoten. Der mitgeführte Treibstoff reichte bei 18 Knoten für rund 8.000 Seemeilen Fahrstrecke.

### Geplante verbesserteTaihō-Klasse
Im modifizierten 5. Schiffbauprogramm („Kai-Maru-Go“) der japanischen Marine vom September 1942 war der Bau von fünf Flottenträgern nach dem Muster der Taihō vorgesehen, die jedoch einige Verbesserungen erhalten sollten. Vorrang wurde darin jedoch dem Bau von 15 mittleren Trägern der Unryū-Klasse eingeräumt, die schneller und mit geringerem Aufwand fertigzustellen waren. Mangelnde Ressourcen führten im weiteren Kriegsverlauf dazu, dass lediglich fünf Träger der Unryū-Klasse auf Kiel gelegt wurden (davon zwei fertiggestellt) und auf die verbesserte Taihō-Klasse gänzlich verzichtet wurde.

## Einsätze

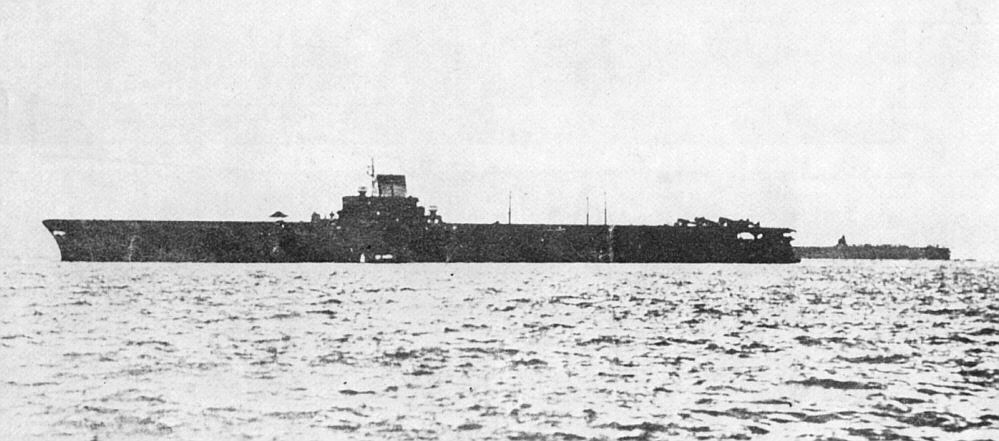
Taihō vor Anker bei Lingga Roads. Der Träger Shōkaku ist im Hintergrund.

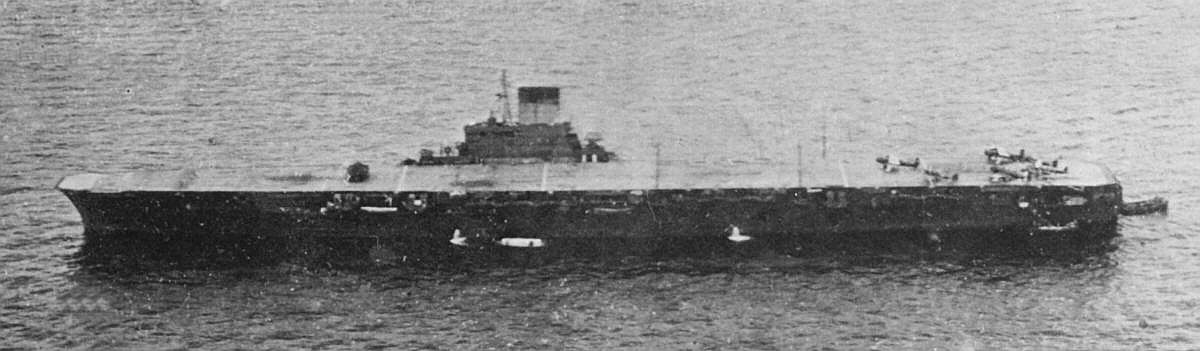
Taiho vor Anker in Tawi-Tawi, Philippinen (Mai 1944)

Die Taihō diente als Flaggschiff von Vizeadmiral Ozawa Jisaburō und begab sich unmittelbar nach einigen Testfahrten zusammen mit den Trägern Shōkaku und Zuikaku in die Philippinensee nahe der Marianen.

### Philippinensee
In der Schlacht in der Philippinensee kam es zum Zusammentreffen von Ozawas Flotte mit der Task Force 58, einem Flottenverband aus Flugzeugträgern der United States Navy unter dem Kommando von Admiral Marc Andrew Mitscher. Die Seeschlacht hatte sich bei dem Versuch der Kaiserlichen Marine entwickelt, die Invasion von Saipan durch amerikanische Truppen zu verhindern.
Die japanischen Träger liefen am 19. Juni 1944 mit 27 Knoten, drehten in den Wind und starteten gegen 8:25 Uhr ihre aus 128 Kampfflugzeugen bestehende erste Angriffswelle, darunter 42 Maschinen von der Taihō. Das US-amerikanische U-Boot Albacore kam in optimale Schussposition, um die Taihō anzugreifen, und setzte um 8:32 Uhr aus etwa 8.000 Metern Entfernung sechs Torpedos ab. Da der japanische Flugzeugträger in Richtung des U-Bootes lief, verkürzte sich die Laufstrecke der Waffen auf etwa 2.000 Meter.
Ein Pilot der Taihō, Unteroffizier Sakio Komatsu, der mit seiner Yokosuka D4Y kurz zuvor vom Flugdeck abgehoben hatte, entdeckte einen der Torpedos und stürzte sich mit seiner Maschine auf die Waffe. Die folgende Explosion zerstörte das Flugzeug und möglicherweise auch den Torpedo, jedoch traf dennoch einer der Torpedos aus dem Fächer nach rund zwei Minuten Laufzeit die Taihō auf Höhe des vorderen Aufzugs bei Spant 54 auf der Steuerbordseite.
Die Explosion wurde durch das strukturelle Schutzsystem des Rumpfes aufgefangen, so dass sie nicht in die dort liegenden Tanks mit dem leichtbrennbaren Flugbenzin durchschlug. Die äußere Bordwand des Rumpfes und das dahinterliegende Torpedoschott waren jedoch perforiert worden, so dass mit Schweröl aus einem der Bunker vermischtes Seewasser in das Schiff und auch in einen Raum mit einem Flugbenzintank eindrang. Der Schaden wurde als nicht kritisch eingestuft. Die Wassereinbrüche waren nicht progressiv und blieben auf einen kleinen Bereich beschränkt, der Tiefgang der Taihō erhöht sich nur um 1,5 Meter am Vorschiff, Geschwindigkeit und Position im Flottenverband konnten aber gehalten werden.
Weitere Schäden waren durch die Erschütterung der Torpedoexplosion verursacht worden: Der vordere Aufzug war um rund zwei Meter unter das Flugdeck abgesackt und ließ sich nicht mehr bewegen. Zudem war ein Tank mit Flugbenzin durch die Schockwelle der Torpedoexplosion undicht geworden und eines der gepanzerten Querschotten in dem Bereich hatte sich verzogen und hielt ebenfalls nicht mehr dicht. Das Benzin aus dem beschädigten Tank wurde durch die undichte Stelle im Schott vom eindringenden Gemisch aus Öl und Wasser in den unteren Teil des Aufzugsschachtes gedrückt. Andere Berichte beschreiben einen Schaden an den Flugbenzintanks, der keine Verbindung zum offenen Meer hatte, so dass ausschließlich Treibstoff in den Raum um die Tanks floss, während die Dämpfe über Lüftungen und ein undichtes Schott im Schiff verteilt wurden.

### Untergang
Nachdem die Schiffssicherung den vorderen Aufzugschacht mit Planken abgedeckt hatte, waren auf dem Flugdeck wieder Flugoperationen möglich. Problematisch blieb allein das untere Ende des vorderen Aufzugschachtes, in dem das Wasser bis zur Höhe der äußeren Wasserlinie anstieg, während sich über dem Wasserspiegel im Schacht das leichtere Flugbenzin abzusetzen begann. Das Benzin gaste aus und verband sich mit der Umgebungsluft zu einem hochexplosiven Gemisch. Ein Versuch, das Benzin aus dem Schacht zu pumpen, scheiterte, wobei möglicherweise ein Teil des Benzins, das man eigentlich abpumpen wollte, im Schiff auslief. Die Mannschaft litt zunehmend unter den eingeatmeten Dämpfen, so dass Schwindelgefühle und Übelkeit die Leistungsfähigkeit der Seeleute in den Hangardecks weiter beeinträchtigten.
Die letzten 16 Flugzeuge wurden bereits gegen 9:00 Uhr gestartet und die Mannschaft begann mit dem Versuch, die beiden Hangardecks zu lüften, um eine Explosion zu verhindern. Hierbei erwies sich die Konstruktion des Schiffs mit den gepanzerten Hangarwänden, in denen sich keine größeren Öffnungen befanden, als Hindernis. Deshalb wurde das Öffnen aller Luken angeordnet, weil man hoffte, durch die natürlichen Luftbewegungen außen und den Fahrtwind die Gaskonzentration auf ein ungefährliches Niveau zu senken. Als Folge verbreiteten sich die Benzindämpfe nun auch in Bereichen des Schiffes, die vorher nicht betroffen waren. Ein weiterer Befehl wurde gegeben, der das Einschalten sämtlicher Ventilationssysteme im Schiff anwies. Die Motoren dieser Ventilatoren bildeten allerdings eine Vielzahl potentieller Zündquellen, so dass es um 15:32 Uhr zu einer verheerenden Gasexplosion kam.
Die Explosion erzeugte eine Druckwelle innerhalb des Rumpfes, die das gepanzerte Flugdeck zwar an einigen Stellen aufriss und ausbeulte, während ihre zerstörende Kraft jedoch hauptsächlich in das Schiffsinnere abgelenkt wurde, wo sie sich gegen die Schotten im Inneren sowie gegen die Bordwände des Rumpfes und der beiden Hangardecks richtete. Die auf die Explosion folgenden Brände waren nicht mehr zu kontrollieren, zudem waren durch Sekundärexplosionen von Munition weitere Schäden am Schiff entstanden, so dass sich die Taihō infolge neuer Wassereinbrüche langsam auf die Backbordseite zu legen begann.
Überlebende Besatzungsmitglieder waren meist auf ihren Posten oberhalb der Hangardecks von der Explosion überrascht worden, während nur wenige Soldaten aus dem Inneren des Rumpfes überlebten. Diese stammten aus Kesselraum Nummer 2 und vom Orlopdeck und hatten das Schiff durch die aufgerissene Bordwand in ihrem Bereich verlassen. Die Verluste unter den Piloten der Taihō, die zu den Angriffen auf die amerikanische Trägerflotte abgehoben hatten, waren durch den Verlust von 80 % der eingesetzten Flugzeuge der Flotte extrem hoch. Die überlebenden Maschinen landeten vermutlich auf der Zuikaku, einige wenige könnten jedoch auch noch auf der Taihō gelandet sein, kurz bevor das Schiff explodierte. Die Shōkaku war zu diesem Zeitpunkt bereits ein brennendes Wrack, so dass ihre Flugzeuge ebenfalls auf der Zuikaku landen mussten.
Gegen 16:30 Uhr ging die brennende Taihō über den Bug mit 660 Mann unter, nachdem die überlebenden 1.090 Besatzungsmitglieder, darunter Vizeadmiral Ozawa, von Begleitschiffen aufgenommen und auf den schweren Kreuzer Haguro und die Zuikaku gebracht worden waren.

### Untersuchung
Eine umfassende Untersuchung zum Verlust der Taihō wurde eingeleitet, der Ergebnisbericht der eingesetzten Kommission ging jedoch in den Kriegswirren verloren. Eine Kombination aus Konstruktionsfehlern und menschlichem Versagen führte nach Befragungen von 1946 zum Verlust des Schiffes.
- Die Position der Flugbenzintanks unmittelbar unterhalb des vorderen Aufzugschachtes sorgte dafür, dass austretendes Benzin und seine Dämpfe nach dem Riss in nur einem wasserdichten Schott im Schacht nach oben steigen konnten.
- Fehler der Schiffssicherung, der es nicht gelang, den Schacht mit einem Schaumteppich zu versiegeln und die Mischung aus Wasser, Schweröl und Benzin abzupumpen.
- Fehler der Schiffsführung, das Öffnen sämtlicher Luken anzuordnen und so die explosiven Dämpfe im gesamten Schiff zu verteilen und sie dadurch immer mehr potenziellen Zündquellen auszusetzen.

## Wrack
Das Wrack der Taihō wurde bislang nicht gefunden. Ihre letzte bekannte Position lag bei 12° 5′ N, 138° 12′ O.